# Federico Silvestre
Federico Silvestre (Carrilobo, Argentina; 6 de octubre de 1987) es un futbolista argentino. Juega de mediocampista y su equipo actual es el club alianza deportivo y cultural carrilobo  de la liga regional de san Francisco

## Trayectoria
Se inició en el Club Alianza Deportivo y Cultural Carrilobo. Jugó la Copa Libertadores de América 2015 donde se llegó a octavos de final y Copa Libertadores de América 2017 eliminado en primera fase de eliminatorias con Universitario de Sucre, Copa Libertadores 2018 con Carabobo Futbol Club, siendo campeón y regresando a su antiguo equipo el Alianza Carrilobo

## Clubes
| Club                    | País      | Año             |
| ----------------------- | --------- | --------------- |
| Instituto de Córdoba    | Argentina | 2007-2008       |
| General Paz Juniors     | Argentina | 2008-2009       |
| Instituto de Córdoba    | Argentina | 2009-2011       |
| Alumni                  | Argentina | 2011-2013       |
| Universitario de Sucre  | Bolivia   | 2013-2015       |
| Metropolitanos          | Venezuela | 2015            |
| Universitario de Sucre  | Bolivia   | 2016-2017       |
| Carabobo                | Venezuela | 2017-2018       |
| Academia Puerto Cabello | Venezuela | 2019 - presente |